# 바람난 계집애들
바람난 계집애들(Girls)은 프랑스, 서독, 캐나다에서 제작된 쥬스트 쟈킨 감독의 1980년 드라마 영화이다. 이자벨 메지아스 등이 주연으로 출연하였고 피어터 크루넨버그 등이 제작에 참여하였다.

## 출연

### 주연
- 이자벨 메지아스
- 조 쇼보
- 안느 파릴로드

### 조연
- 크리스토프 부르세이예
- 필립 클레버트
- 루이즈 마를루
- 에디 미첼
- 라스즐로 스자보